# Biușa
Biușa (węg. Bősháza) – wieś w Rumunii, w okręgu Sălaj, w gminie Benesat. W 2011 roku liczyła 483 mieszkańców.